# Nairatmya

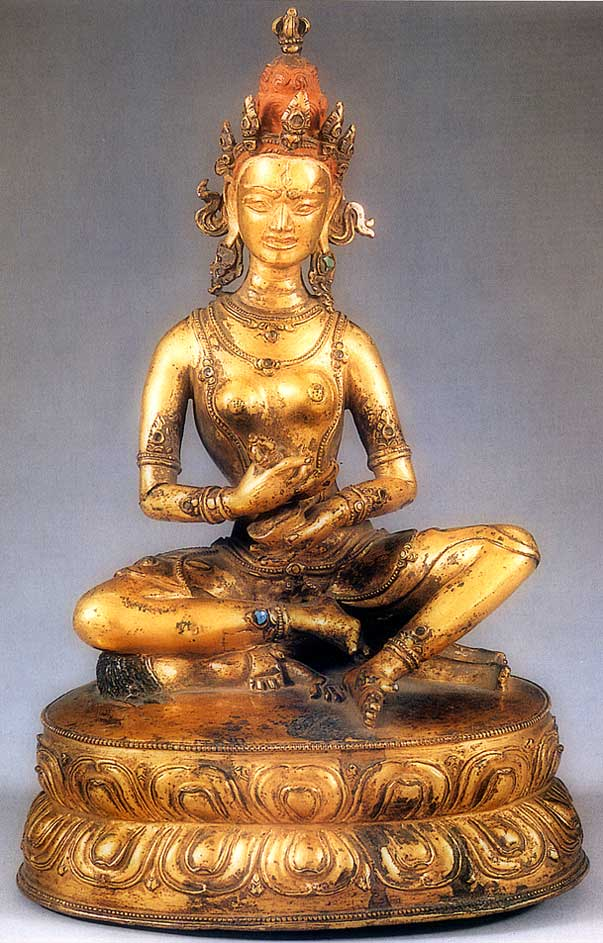
Nairatmya, Tíbet Central, siglo decimosexto. Museo de Arte del Condado de Los Ángeles, De la colección de Nasli y Alice Heeramaneck. Nairatmya Representada como una yogini sentada.

Nairatmya (traducido como "Señora del vacio" o "Ella la que ha realizado el altruismo") es una representación femenina de Buda. 
El budismo enseña que percibirnos como seres separados es una ilusión, porque en realidad estamos conectados con todo lo que existe en una vasta red de comunión. El nombre significa "No-Egoismo" en sánscrito.
Nairatmya representa esta realización. Su cuerpo es azul, del color del espacio infinito, refleja la expansión ilimitada de su consciencia. Al igual que el elemento de espacio, ella fluye a través del universo sin impedimento, pues ha trascendido la existencia egocéntrica. Sus ojos arden con la sabiduría de alguien que entiende los misterios y las profundidades de la vida. Ella levanta su cuchillo curvo (Kartika) hacia el cielo que sirve para cortar los estados negativos de la mente donde sea que surjan. En su recipiente (Kapala) ella pulveriza las ilusiones y las regresa a su estado original: un mero juego de luz, un arco iris de energía, brillando en el espacio vació. También significa Shuniata. Es concebida como una diosa en cuyo abrazo permanece el Bodhisattva en felicidad absoluta.
Se dice de ella que es de la naturaleza de la primera vocal tibetana "A" que simboliza el estado primordial, la naturaleza pura de la mente, el misterio último no dual que es la esencia de todo camino espiritual. Nairatmya también representa la sabiduría personificada por los seres iluminados. 
Se dice que es indescriptible, porque es más allá de toda forma, tamaño y experiencia sensorial. Nairatmya se ve como la encarnación de todos los aspectos de la conciencia iluminada. 

## Tantra Hevajra
Ella es espontaneidad iluminada en forma femenina, Una yogini divina supremamente bienaventurada. Ella es la mansión de la conciencia iluminada, Poseedora de las cinco sabidurías Búdicas. Ella es pura, conciencia universal, La soberana del mandala. Ella es Nairatmya yogini, La esencia de la realidad última.

--- De Hevajra tantra